# Großsteingrab Hörst
Das Großsteingrab Hörst ist eine megalithische Grabanlage der jungsteinzeitlichen Trichterbecherkultur bei Hörst, einem Ortsteil von Rieseby im Kreis Rendsburg-Eckernförde in Schleswig-Holstein. Das Grab trägt die Sprockhoff-Nummer 57. Es wurde nach seiner Entdeckung 1936 von Carl Rothmann archäologisch untersucht und danach wieder zugedeckt. Die Anlage ist heute oberirdisch nicht sichtbar.

## Lage
Das Grab befindet sich östlich von Hörst auf einer Geländekuppe auf einem Feld. In der näheren Umgebung gibt es mehrere weitere Großsteingräber: 1,9 km nordwestlich befinden sich die Großsteingräber bei Büstorf. 2,3 km westsüdwestlich lag das zerstörte Großsteingrab Norby.

## Beschreibung
Die Anlage besitzt eine nord-südlich orientierte Grabkammer, die als erweiterter Dolmen anzusprechen ist. Sie hat eine Länge von 2,3 m, eine Breite zwischen 1,06 m und 1,2 m und eine Höhe von 1,05 m. Es sind jeweils drei Wandsteine an den Langseiten, ein großer Abschlussstein an der südlichen und ein halbhoher Eintrittstein an der nördlichen Schmalseite erhalten. Die Wandsteine der Langseiten stehen nicht paarig, sondern leicht versetzt zueinander. Die Decksteine fehlen. Die Lücken zwischen den Wandsteinen sind mit kleineren Steinen verfüllt. Das Innere der Kammer war von Grabräubern durchwühlt worden. Rothmann konnte noch Reste des Pflasters ausmachen, das aus Quarzitplatten und Feuerstein-Grus bestand. Der untere Boden war stellenweise rötlich gebrannt. Als einzige erhalten gebliebene Grabbeigabe wurde in der Nordostecke der Kammer eine Dolmenflasche entdeckt.